# Trop jolies pour être honnêtes
Pour plus de détails, voir Fiche technique et Distribution.
Trop jolies pour être honnêtes ou Quatre souris pour un hold-up est un film franco-italo-espagnol réalisé par Richard Balducci, sorti en 1972.

## Synopsis
Quatre compagnes de chambrée sur la Côte d'Azur, Bernadette (Bernadette Lafont), Christine (Jane Birkin), Frédérique (Elisabeth Wiener) et Martine (Emma Cohen), découvrent qu'un groupe de voleurs se sert d'un édifice voisin pour stocker le produit de leurs vols. Elles décident alors de voler les voleurs.

## Fiche technique
- Titre : Trop jolies pour être honnêtes
- Titre alternatif : Quatre souris pour un hold-up
- Titre espagnol : Demasiado bonitas para ser honestas
- Titre italien : Perché mammà ti manda solo ?
- Réalisation : Richard Balducci
- Scénario : Richard Balducci, Michel Martens, Guy Grosso, Catherine Varlin et Augusto Caminito d'après une histoire de Catherine Carone
- Dialogues : Guy Grosso
- Photographie : Guy Suzuki
- Musique : Serge Gainsbourg et Jean-Claude Vannier
- Montage : Michel Lewin
- Pays d'origine :  France /  Italie /  Espagne
- Format :
- Genre : comédie
- Durée : 92 min
- Dates de sortie : 
  - France : 29 novembre 1972
  - Italie : 15 juin 1973
  - Danemark : 9 juillet 1973
  - Espagne : 29 juillet 1974

## Distribution
- Bernadette Lafont : Bernadette
- Élisabeth Wiener : Frédérique
- Jane Birkin : Christine
- Emma Cohen : Martine
- Carlo Giuffré : Dominini, l'Italien
- Henri Virlogeux : Gaëtan, le père de Bernadette
- Max Montavon : l'inspecteur
- Raymond Meunier : le capitaine du bateau
- Carlo Nell : La Perche
- Dominique Zardi : le patient de Christine
- Henri Attal : un codétenu
- Edmond Ardisson : Foulon, un gardien de prison (sous le nom d'"Ardisson")
- Fernand Sardou : Pizarel, un gardien de prison
- Hubert Deschamps : le droguiste
- Daniel Ceccaldi : le lieutenant de marine Jean-Yves Marie Le Gouennec
- Serge Gainsbourg : Albert
- Henri Courseaux : un client de la droguerie (as Henry Courseau)
- Max Desrau : l'homme au biberon
- Víctor Israel : le psychiatre
- Jean Panisse : l'homme qui aide Martine
- Alfredo Mayo (sous le nom d'"Alfred Mayo")
- Jacques Hantonne
- Alberto Rizzo